# Врсине
Врсине су насељено место у саставу општине Марина, Сплитско-далматинска жупанија, Република Хрватска.

## Историја
До територијалне реорганизације у Хрватској налазиле су се у саставу старе општине Трогир.

## Становништво
На попису становништва 2011. године, Врсине су имале 332 становника.
| Број становника по пописима | Број становника по пописима | Број становника по пописима | Број становника по пописима | Број становника по пописима | Број становника по пописима | Број становника по пописима | Број становника по пописима | Број становника по пописима | Број становника по пописима | Број становника по пописима | Број становника по пописима | Број становника по пописима | Број становника по пописима | Број становника по пописима | Број становника по пописима |
| --------------------------- | --------------------------- | --------------------------- | --------------------------- | --------------------------- | --------------------------- | --------------------------- | --------------------------- | --------------------------- | --------------------------- | --------------------------- | --------------------------- | --------------------------- | --------------------------- | --------------------------- | --------------------------- |
| 1857                        | 1869                        | 1880                        | 1890                        | 1900                        | 1910                        | 1921                        | 1931                        | 1948                        | 1953                        | 1961                        | 1971                        | 1981                        | 1991                        | 2001                        | 2011                        |
| 293                         | 0                           | 371                         | 450                         | 468                         | 605                         | 0                           | 0                           | 915                         | 956                         | 827                         | 782                         | 638                         | 464                         | 394                         | 332                         |

Напомена: У 1869., 1921. и 1931. подаци су садржани у насељу Марина. У 1991. смањено издвајањем делова насеља у нова насеља Пољица и Свинца те издвајањем дела подручја који је припојен насељу Сегет Врањица (општина Сегет). У 1900. и 1910. садржи податке за насеље Свинца. До 1961. садржи део података за насеље Пољица, а до 1971. део података за насеље Сегет Врањица (општина Сегет).

### Попис1991.
На попису становништва 1991. године, насељено место Врсине је имало 464 становника, следећег националног састава:
| Попис 1991.‍  | Попис 1991.‍  | Попис 1991.‍ | Попис 1991.‍ | Попис 1991.‍ |
| ------------ | ------------ | ----------- | ----------- | ----------- |
|              |              |             |             |             |
| Хрвати       | Хрвати       |             | 453         | 97,62%      |
| Југословени  | Југословени  |             | 1           | 0,21%       |
| Немци        | Немци        |             | 1           | 0,21%       |
| Срби         | Срби         |             | 1           | 0,21%       |
| регион. опр. | регион. опр. |             | 4           | 0,86%       |
| непознато    | непознато    |             | 4           | 0,86%       |
| укупно: 464  |              |             |             |             |